# Dialektus
A nyelvészetben a dialektus vagy nyelvjárás terminus egy adott nyelv azon változatát nevezi meg, amely csak a nyelvterület egy részén használatos. Megjegyzendő, hogy az angol dialect ’dialektus’ terminust főleg az amerikai nyelvészetben mindegyik nyelvváltozat-típusra értik, megkülönböztetve területi és társadalmi dialektusokat.

## A dialektus jellegzetességei
A dialektusnak olyan hangtani, szókészleti, frazeológiai, alaktani, mondattani és szövegszerkesztési sajátosságai vannak, amelyek megkülönböztetik egyrészt a többi dialektustól, másrészt a köznyelvtől (a sztenderd nyelvváltozattól), ha az adott nyelvnek van ilyen változata. Ezek a vonástípusok nem különböznek azonos mértékben. A legnagyobb különbségek a beszédhangok rendszerében, a szókészletben és a frazeológiában, a legkisebbek pedig a mondattanban és a szövegszerkesztésben vannak.
Általában úgy tekintik, hogy a dialektus hierarchikusan felépülő rendszer része. Fölérendeltje a nyelv és vannak egyre kisebb alárendeltjei. Ezek tekintetében a nézetek az adott nyelv nyelvészetétől, de nyelvésztől függően is különböznek. Például Király 2007 szerint a magyar nyelvben vannak nyelvjárási régiók (pl. a nyugat-dunántúli), amelyek nyelvjáráscsoportokra oszlanak (pl. ebben a régióban a zalai), ezek pedig helyi nyelvjárásokra. A utóbbiak korlátozódhatnak két vagy három közel fekvő kisközségre, egyetlen településre sőt, egy-egy településen több nyelvjárás is lehet, mint pl. a Zala vármegyei Galambokon. Szerinte csak a helyi valóban nyelvjárás, mivel strukturális értelemben rendszer, a magasabb szintű entitások viszont nem azok, mivel tudományos absztrakciók, nem pedig rendszerek.
A román nyelvészek többsége szerint a román nyelv négy dialektusra oszlik (dákoromán, aromán, meglenoromán és isztroromán), a dákoromán pedig öt aldialektusra. Ezeken belül vannak grai-nak nevezett kisebb területi változatok, amelyek lehetnek a fenti értelemben vett nyelvjáráscsoportok vagy helyi nyelvjárások. Ezzel szemben más nyelvészek szerint a dialektusoknak tekintettek valójában külön nyelvek, és ezeknek dialektusaik vannak, amelyek grai-okra oszlanak.
Dubois 2002 a francia nyelvvel kapcsolatban dialektusokat említ meg és parler elnevezésű, a magyar helyi nyelvjárásoknak megfelelő egységeket.
A földrajztudományi elhelyezésük szempontjából kétféle dialektus van. Egyesek összefüggő területeken ún. földrajzi dialektuskontinuum részei, mint a fentebb említett magyar nyelvjárások, az olasz lombardiai, az okcitán gascogne-i, a francia vallon, a spanyol aragóniai, a román máramarosi stb. Másokat egyéb nyelvek dialektusai szigetelnek el egymástól. Ezeket Kiss 2006 külső nyelvjárásszigeteknek nevezi. Ilyenek például a szlavóniai Kórógy vidékén létező magyar falvaké, és a román nyelv dialektusainak vagy keleti újlatin nyelveknek nevezett idiómák. Ilyenek az angolul fula vagy fulani-nak, franciául peul-nek nevezett nyelv dialektusai, amelyeket Nyugat-Afrika 17 államában beszélnek, a Szahara déli szélén elterülő szavannasávban, Mauritániától és Szenegáltól Csádig. Tíz-tizenöt főbb dialektusterületből áll, amelyek között több száz más idiómát beszélnek.
Egymással szomszédos dialektusok között nincs éles határ. A nyelvföldrajzzal foglalkozó nyelvészek izoglosszáknak vagy jelenséghatároknak nevezett vonalakat húznak térképeken, amelyekkel elhatárolják az adatgyűjtések során rögzített nyelvi vonások területeit. Egyes izoglosszák egybeesnek, mások nem, mivel különböző pontokig érnek, de együtt olyan nyalábokat alkotnak, amelyek átmeneti sávokat képeznek a dialektusok között.
Elvileg egyazon nyelv dialektusai legalább részben kölcsönösen érthetőek. Földrajzi kontinuum részeit képező két dialektus között az érthetőség arányosan csökken a közöttük elhelyezkedő dialektusok számának a növekedésével.

## Dialektus és nyelv
Történeti szempontból a dialektus és a nyelv viszonya a nyelvek egymástól való elkülönüléséhez kötött. Általában úgy tekintik, hogy egy nyelvcsalád egy alapnyelvből származik úgy, hogy idővel dialektusokra oszlik. Főleg a földrajzi távolságok miatt ezek vonásai egyre inkább különbözőkké válnak, és belőlük külön nyelvek keletkeznek, majd ez a ciklus többször megismétlődik.
A dialektus fogalma és a nyelv fogalma közötti viszony meglehetősen összetett. Megállapították, hogy egyazon dialektuskontinuum nemcsak egy nyelvnek tekintett entitás dialektusait foglalja magában, hanem egyéb, ugyancsak nyelveknek tekintett entitások dialektusait is. Ilyen kontinuumban vannak egyrészt olyan egységesnek tekintett nyelvek, amelyek egyes dialektusai között nincs kölcsönös érthetőség. Ilyen például a kínai nyelv hat olyan alentitása, amelyeket egyes nyelvészek rokon, de külön nyelveknek tekintenek, és amelyek között csak az írás biztosítja az érthetőséget. Másrészt vannak olyan külön nyelveknek tekintett entitások, amelyek kölcsönösen érthetőek, például a török nyelvek között a türkmén, az üzbég, a kazak, a kirgiz és az ujgur. A szociolingvisztika a nyelvek két főbb kategóriáját különbözteti meg. Az abstandnyelv („távolsági nyelv”) olyan, amely vonásai révén semmiképpen sem tekinthető más nyelv dialektusaként, és amely közvetítésével nem érthetik meg egymást beszélői más nyelv beszélőivel. Ilyen például a koreai nyelv, amely dialektusai között nagyon jó az érthetőség, és egységes sztenderdje, beleértve írása is van, annak ellenére, hogy egyes nyelven kívüli szempontokból két nagyon különböző ország nyelve. Ezzel szemben az említett török nyelvek ausbaunyelvek („kiépített nyelvek”). Nyelvi státuszukat az határozza meg, hogy mindegyiket külön sztenderdizálták, történeti és politikai okokból. Következésképpen csak abstandnyelv tekinthető nyelvnek tisztán nyelvészeti szempontból is, és szociolingvisztikai szempontból is. Ausbaunyelv csak az utóbbiból tekinthető nyelvnek, nyelvészeti szempontból pedig egy abstandnyelv dialektusának vagy dialektus-csoportjának, mivel nyelvi státuszát nyelven kívüli tényezők szerint állították fel főleg azért, hogy nemzet kialakításához járuljon hozzá nemzeti nyelvként és állam hivatalos nyelveként.
A dialektus és a nyelv megkülönböztetésének nehézségét az is bizonyítja, hogy nyelvészek között is lehet nézeteltérés ezen a téren. Egyik példa erre a fentebb említett, a román nyelv területi változataira vonatkozó. Egy másik példa a francia nyelvre vonatkozó. Dubois 2002 szerint a Franciaország európai területén létező dialektusok között vannak a burgundiai, a champagne-i, a franche-comté-i, a gallo, a lotaringiai, a pikárdiai, a poitou-i, a saintonge-i és a vallon. Ezzel szemben Cerquilini 1999 nyelveknek nevezi őket. Másokkal együtt meg is kapták a hivatalos regionális nyelvi státuszt.
A megkülönböztetés esetlegességét jól illusztrálja a Max Weinreichnek  (nyelvész, szociolingvista) tulajdonított bonmot :
A nyelv olyan nyelvjárás, mely mögött hadsereg és flotta áll.

## Dialektus és köznyelv
Dialektus és köznyelv között szoros kapcsolat van, valamint hasonlóságok és különbségek is.
Abban hasonlítanak, hogy önálló, teljes, koherens rendszer mindkettő, ezért mindkettő leírható azonos módszerekkel, és alapvetően azonosak a lehetőségeik a kifejező erő, a szabályszerűség, a logikusság, az árnyaltság, az összetettség stb. tekintetében, és ezzel teljesíteni tudják kommunikációs funkciójukat a maguk hatókörében.
A közöttük lévő különbségek a következők:
- Kronológiai sorrendjüket tekintve a dialektusok megelőzik a köznyelvet, illetve a sztenderd nyelvváltozatot sok nyelv esetében egyikük vagy több közülük a köznyelv forrása. Például a magyaré a keleti dialektusok, a franciáé a párizs-környéki dialektus, az oroszé a moszkvai, az angolé a londoni, a csehé a prágai, a japáné a tokiói,[8] az olaszé a firenzei, a spanyolé a kasztíliai, a románé a munténiai.[5] A köznyelv az alapdialektus(ok) legtöbb vonását teszi magáévá, de hozzájuk ad más dialektusokból is származó vonásokat.
- A dialektusok spontán alakultak ki és spontán a fejlődésük, miközben a sztenderd nyelvváltozat hosszabb-rövidebb történelmi folyamat eredménye, nyelven kívüli (kulturális, gazdasági, társadalmi, politikai stb.) tényezők hatása alatt is,[5] írástudók és nyelvészek által szabványosított alkotás.[2]
- A dialektus területi elterjedtsége szűkebb, mint a köznyelvé, amely elvileg a nyelv egész területére kiterjed.
- Egy másik korlátozása a dialektusnak a felhasználási területére vonatkozik, amely a családi és a baráti kör, valamint esetleg a munkahely. A sztenderd nyelvváltozat területe is korlátozott, de más területekre, mivel az iskolarendszer, a hivatalos közegek, a tudomány beszélt és írott nyelve.
- A dialektust elsősorban alsó társadalmi rétegek, főleg falusiak használják, a köznyelvet pedig elsősorban a közép- és felső rétegek.
- A dialektusnak kisebb a megértési hatósugara, mint a köznyelvé, amely gyakorlatilag korlátlan.
- A dialektusnak a helyi identitás megnyilvánulásában és megőrzésében, a helyi közösség összetartásában is van szerepe, miközben a köznyelv a nemzeti összetartás egyik eszköze.

A nyelv összes változatai kontinuumot képeznek, így a dialektusok és a köznyelv hatnak egymásra, a köznyelv hatása a dialektusokra nagyobb lévén, mint fordítva. Azok a dialektusok, amelyek földrajzi kontinuumot képeznek és köznyelvvel rendelkező nyelvhez tartoznak, egyesülési tendenciát mutatnak, mind a köznyelvhez közelednek. Ilyenek például a magyarországi magyar nyelvjárások. Ezzel szemben a dialektusszigetek, főleg ha az illető nyelvnek nincs köznyelve, eltávolodnak egymástól.
A köznyelvvel rendelkező nyelvek dialektusai egyre több teret veszítenek, főleg ha az illető ország magas fejlődési színvonalú. Ennek a folyamatnak az egyik fontos tényezője az iskolázottság. Minél több egyént érint az iskolázottság, és minél magasabb iskolázottsági szintet érnek el, annál többen és annál jobban sajátítják el a köznyelvet, és ezzel a köznyelv annál nagyobb teret nyer. Egyéb ugyanilyen hatású tényezők az iparosodás és a városiasodás, amelyek népességmozgással és különböző dialektusokat beszélő személyek keveredésével járnak. Ezekhez még hozzáadódik az utazási lehetőségek fejlődése és a média hatása az egész társadalomra. A dialektusokat beszélők vagy a diglossziát gyakorolják, az általuk ismert nyelvváltozatokat kommunikációs helyzeteik szerint használva, vagy elhagyják a dialektusukat. A dialektusok térvesztését az is elősegíti, hogy nincs presztízsük a társadalomban általában a köznyelv presztízsével szemben, és ez a presztízshiány átterjed a dialektusokat beszélők legalább egy részének a tudatába is.
Ennek ellenére a dialektusok is hatnak más nyelvváltozat-típusokra. Egyes dialektusi elemeket befogad a köznyelv. A leggyakoribb eset a szomszédos nyelvektől átvett jövevényszavaké, amelyek előbb a befogadó nyelv egyik vagy több dialektusába mennek át, majd a köznyelvbe. Ilyenek például a román jövevényszavak a magyarban, amelyek előbb az erdélyi nyelvjárásokba mentek át: áfonya, ficsúr, furulya, málé, mokány, pakura, palacsinta, tokány. Hasonló lehet a kell menjek típusú szerkezet esete, amely kialakulását a román nyelv hatása segíthette. A sokkal nagyobb számú magyar jövevényszavak analóg módon kerültek a román köznyelvbe, pl. belșug ’bőség’ a cheltui ’költ’, chip ’kép’, a făgădui ’megfogad, ígér’, gazdă ’házigazda’, hotar ’határ’, meșteșug ’mesterség’, oraș ’város’, uriaș ’óriás’, vamă ’vám’.
Látványosabb jelenség regionalizmusok bevonása szépirodalmi művekbe stiláris funkcióval, amikor írók couleur locale-t (helyi ízt) akarnak adni egy bizonyos régió falusi környezetében zajló történésnek. A magyar irodalomban ez jellemző például erdélyi írókra (Tamási Áron, Sütő András stb.), a francia irodalomban főleg Franciaország európai részén kívüli írókra (a kanadai Antonine Maillet , a guadeloupe-i Simone Schwartz-Bart  stb.). A román irodalomban a legismertebb ilyen író Ion Creangă az ő moldvai regionalizmusaival.
Átmeneti nyelvhasználati sáv dialektus és általános beszélt köznyelv között a magyar nyelvészetben „regionális köznyelv”-nek, a románban pedig „interdialektus”-nak nevezett. Kialakulásának két fázisa van. Az elsőben a dialektusnak csak köznyelvi színezete van, mivel a dialektusi vonások túlsúlyban vannak benne, majd a régióban beszélt köznyelv kap dialektusi színezetet a benne megmaradt dialektusi vonások révén. Debrecenben vagy Kolozsváron élő értelmiségiek is a köznyelvet a régió nyelvjárásának egyes hangtani vonásaival beszélik. Szándékuk és tudatuk szerint ez a nyelvhasználat is köznyelvi, és ugyanolyan presztízse van, mint az általános köznyelvnek. Ugyanaz a jelenség tapasztalható meg például Dél-Franciaországban, ahol általános az e-nek írott [ə] magánhangzó kiejtése, beleértve olyan hangtani kontextusokat is, amelyekben a sztenderd nem ajánlja.